# فرانشيسكا ألبانيزي

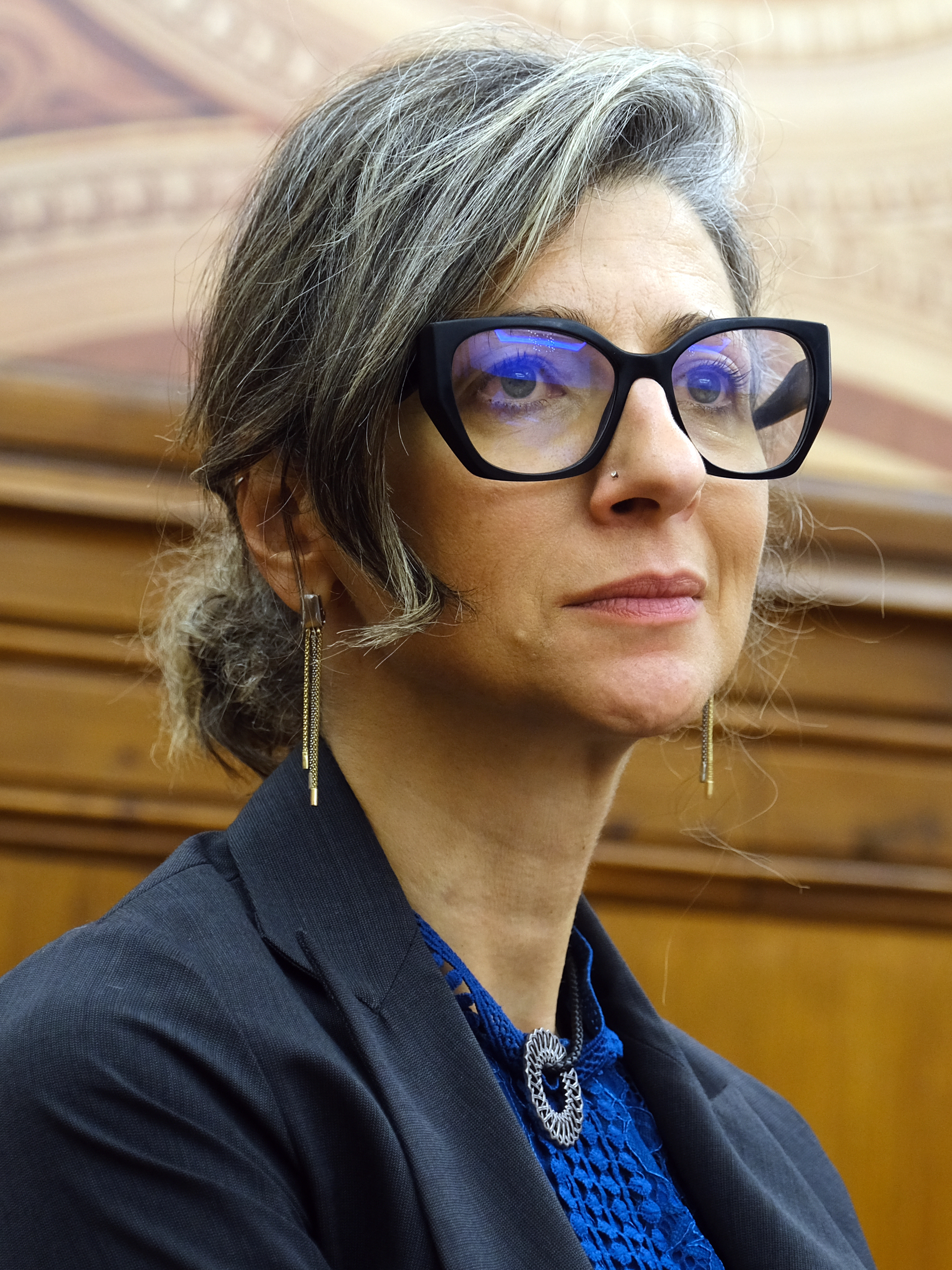
لقاء مع المقررة الخاصة للأمم المتحدة، فرانشيسكا ألبانيزي - يوليو 2024م.

فرانشيسكا باولا ألبانيزي (الإيطالية: Francesca Paola Albanese) (وُلدت 30 مارس 1977م) محامية وأكاديمية إيطالية دولية. انتُخبت في مايو 2022م مقررة خاصة للأمم المتحدة بشأن الأراضي الفلسطينية المحتلة لمدة ثلاث سنوات قابلة للتجديد لمدة ثلاث سنوات أخرى. أثار تعيين ألبانيزي كمقررة خاصة جدلاً بسبب التعليقات التي أدلت بها في عام 2014م ووصفها خضوع الولايات المتحدة وأوروبا «للوبي اليهودي» بسبب «الشعور بالذنب تجاه الهولوكوست». الأمر الذي أدي إلى اتهامها من قبل وزارة الخارجية الإسرائيلية، سوزان هيلر بينتو من رابطة مكافحة التشهير، وميشيل تايلور، السفيرة الأمريكية لدى مجلس حقوق الإنسان، إلى أن هذه التعليقات معادية للسامية بطبيعتها. وترد ألبانيزي على هذه الدعوة على إنها ليست معادية للسامية وأن انتقاداتها لإسرائيل مرتبطة باحتلالها للأراضي الفلسطينية.
في إطار منصبها الحالي كمقررة خاصة للأمم المتحدة، انتقدت فرانشيسكا احتلال إسرائيل للأراضي الفلسطينية، وأوصت في تقريرها الأول الدول الأعضاء في الأمم المتحدة بوضع خطة لإنهاء الاحتلال والفصل العنصري. بعد الغزو الإسرائيلي لقطاع غزة، دعت فرانشيسكا إلى وقف فوري لإطلاق النار، وحذّرت من أن الفلسطينيين في غزة معرضون لخطر التطهير العرقي. في 26 مارس/آذار 2024م، أبلغت ألبانيز مجلس حقوق الإنسان التابع للأمم المتحدة أن أفعال إسرائيل في غزة ترقى إلى مستوى الإبادة الجماعية.
نشرت الأمم المتحدة تقريرًا لفرانشيسكا في يونيو/حزيران 2025م، يفيد بأن الإبادة الجماعية في غزة مستمرة لأنها مربحة للعديد من الشركات التجارية. ويسرد التقرير 48 شركة، منها مايكروسوفت وألفابت وأمازون، والتي تساعد إسرائيل على تهجير الفلسطينيين، في انتهاك للقانون الدولي. وردًا على ذلك، فرضت وزارة الخزانة الأمريكية، في عهد إدارة ترامب، عُقوبات على فرانشيسكا بموجب الأمر التنفيذي رقم 14203، مُصنّفةً إياها «مواطنة مُصنّفة بشكل خاص»، مما منع جميع الأشخاص والشركات الأمريكية من التعامل معها.

## الحياة المهنية
ولدت فرانشيسكا في بأريانو إيربينو. ألبانيزي حاصلة على شهادة في القانون مع مرتبة الشرف من جامعة بيزا وماجستير في حقوق الإنسان من مدرسة الدراسات الشرقية والإفريقية في لندن، وهي تكمل الدكتوراه في القانون الدولي للاجئين في كلية الحقوق في جامعة أمستردام. كما تُعد باحثة منتسبة في معهد دراسة الهجرة الدولية بجامعة جورجتاون، ومستشارة أولى بشأن الهجرة والتهجير القسري في مؤسسة النهضة العربية للديمقراطية والتنمية غير الربحية، وزميلة أبحاث في المعهد الدولي للدراسات الاجتماعية بجامعة إيراسموس روتردام. نشرت على نطاق واسع، شاركت في تأسيس الشبكة العالمية حول قضية فلسطين في مؤسسة النهضة العربية للديمقراطية والتنمية.
عام 2020م، كتبت هي وليكس تاكنبيرج في دار نشر جامعة أكسفورد حول اللاجئون الفلسطينيون في القانون الدولي. عملت ألبانيزي لمدة عشر سنوات كخبير في حقوق الإنسان لدى الأمم المتحدة، بما في ذلك مكتب المفوض السامي للأمم المتحدة لحقوق الإنسان ووكالة الأمم المتحدة لإغاثة وتشغيل اللاجئين الفلسطينيين.
في 18 أكتوبر 2022، أوصت ألبانيزي في تقريرها الأول بأن تضع الدول الأعضاء في الأمم المتحدة "خطة لإنهاء الاحتلال الإسرائيلي الاستيطاني الاستعماري ونظام الفصل العنصري". وخلص التقرير إلى أن "الانتهاكات الموصوفة في هذا التقرير تكشف طبيعة الاحتلال الإسرائيلي، أي طبيعة النظام الاستحواذ والعزل والقمعي المتعمد الذي يهدف إلى منع تحقيق حق الشعب الفلسطيني في تقرير المصير".

## مقرر الأمم المتحدة الخاص المعني بالأراضي الفلسطينية المحتلة

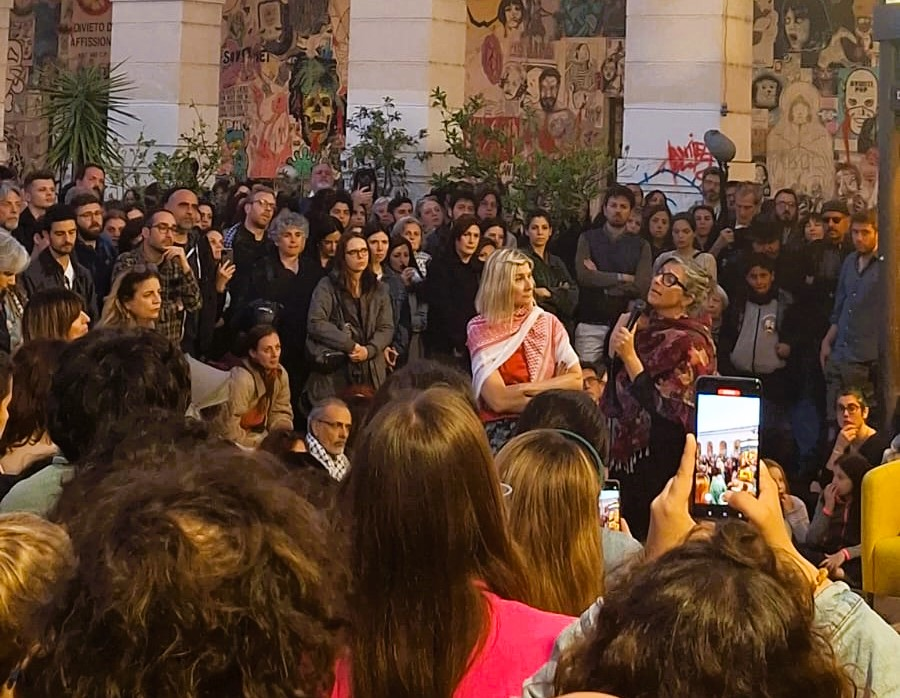
لقاء عام مع فرانشيسكا ألبانيزي، في روما. برعاية منظمة العفو الدولية في إيطاليا، وجمعية أسوباس فلسطين، وشبكة المنظمات غير الحكومية AOI، وأرسي، وشبكة نوبافاليو، وشبكة السلام ونزع السلاح.

أثار تعيين ألبانيزي مقررة خاصة للأمم المتحدة بشأن الأراضي الفلسطينية المحتلة، والثانية الإيطالية (بعد جورجيو جياكوميلي) وأول امرأة تشغل هذا المنصب، جدلًا بسبب تصريحاتها السابقة بشأن الهولوكوست واللوبي اليهودي، والتي أثارها البعض اتهموا بأنهم معادون للسامية بطبيعتهم. قالت إنها ليست معادية للسامية وأن انتقادها لإسرائيل مرتبط باحتلالها للأراضي الفلسطينية.
في ديسمبر 2022، صرح 65 باحث من معاداة السامية، والمحرقة، والدراسات اليهودية: "من الواضح أن الحملة ضد [ألبانيزي] لا تتعلق بمكافحة معاداة السامية اليوم. يتعلق الأمر بشكل أساسي بالجهود المبذولة لإسكاتها وتقويض تفويضها كمسؤول كبير في الأمم المتحدة يقدم تقارير عن انتهاكات إسرائيل لحقوق الإنسان والقانون الدولي".
في يناير 2023، أشاد بيان صادر عن 116 منظمة حقوقية ومجتمع مدني ومؤسسات وجماعات أكاديمية "بجهود ألبانيزي الدؤوبة من أجل حماية حقوق الإنسان في الأرض الفلسطينية المحتلة وزيادة الوعي بالانتهاكات اليومية المقلقة لحقوق الفلسطينيين".
في فبراير 2023، دعت مجموعة مؤلفة من 18 عضوًا في الكونغرس الأمريكي من الحزبين إلى عزل ألبانيزي من منصبها بدعوى أنها أظهرت تحيزًا ثابتًا ضد إسرائيل. أعلنت وزارة الخارجية الإسرائيلية في 13 فبراير 2024 منع دخول فرانشيسكا ألبانيزي إسرائيل.
قدمت ألبانيزي في 26 مارس 2024 تقريرًا إلى الدول أعضاء الأمم المتحدة قالت فيه أن «هناك أسبابًا معقولة للاعتقاد باستيفاء الحد الأدنى الذي يشير إلى ارتكاب جريمة الإبادة الجماعية ضد الفلسطينيين كمجموعة في غزة».
في 31 أكتوبر 2024، أوصت فرانشيسكا ألبانيزي، في تقديمها تقرير عن الانتهاكات الإسرائيلية بحق الفلسطينيين، بإعادة النظر في عضوية إسرائيل في الأمم المتحدة أو تعليقها إلى أن تتوقف عن انتهاك القوانين الدولية وتنهي الاحتلال.
في 9 يوليو 2025، أعلن وزير الخارجية الأمريكي ماركو روبيو فرض عقوبات على فرانشيسكا ألبانيزي لسعيها إلى دفع المحكمة الجنائية الدولية إلى اتخاذ إجراءات ضد مسؤولين ومدراء تنفيذيين وشركات إسرائيلية وأمريكية.

## الحياة الشخصية
ألبانيزي إيطالية الجنسية ولديها طفلان.